# Герб Сенегала
Герб Сенегала был принят в 1960-х годах. На нём на французском языке: Un Peuple Un But Une Foi — Один Народ, Одна Цель, Одна Вера. Он имеет панафриканские цвета и зелёную звезду от Флага Сенегала.

## Символика
В гербе Сенегала (как и на флаге) присутствуют пан-африканские цвета — красный (кровь, пролитая в борьбе за независимость), зелёный (надежда и прогресс) и жёлтый (благосостояние, богатство, совместный труд). На ленте написан национальный девиз — «Один народ, Одна цель, Одна вера» (франц.). Зелёная звезда вверху — символ единства и открытости, готовности к союзу.
Лев в гербе символизирует президентскую власть, Баобаб — символ территории Сенегала. Волнистая линия символизирует реку Сенегал.

## История
|  | Этот раздел нужно дополнить. Пожалуйста, улучшите и дополните раздел. (30 июня 2014) |

|  | Этот раздел нужно дополнить. Пожалуйста, улучшите и дополните раздел. (30 июня 2014) |